# نونو أوليفيرا
نونو أوليفيرا (بالبرتغالية: Nuno Oliveira‏) هو كاتب غير روائي وكاتب برتغالي، ولد في 23 يونيو 1925 في لشبونة في البرتغال، وتوفي في 2 فبراير 1989 في أستراليا.